# USB Killer

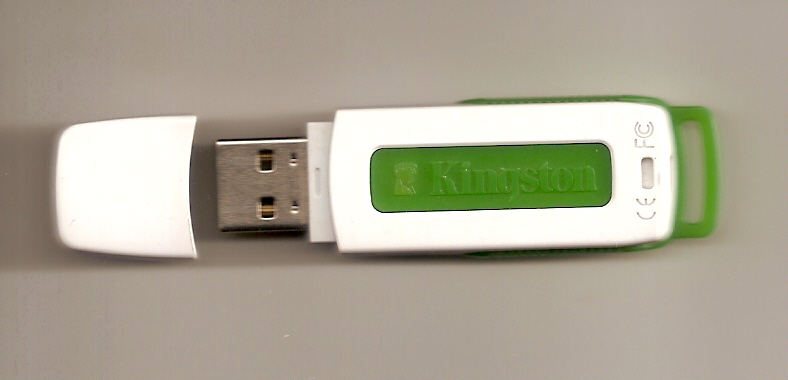
La placa lógica de una memoria USB puede extraerse y sustituirse por un USB Killer.

Un USB Killer es un dispositivo similar a una memoria USB que envía sobretensiones de alto voltaje al dispositivo al que está conectado, lo que puede dañar los componentes del hardware. Sus fabricantes afirman que el dispositivo fue diseñado para probar componentes para protección contra sobretensiones y descargas electrostáticas, sin embargo, ha habido varios casos de uso malicioso y el dispositivo no ha sido utilizado por ninguna compañía para probar dispositivos. El dispositivo se menciona a menudo en artículos que advierten a los lectores que no conecten memorias USB desconocidas.

## Mecanismo
El dispositivo extrae corriente eléctrica del conector eléctrico USB del equipo al que está conectado, pasándola a sus condensadores, hasta que alcanza un alto voltaje y entonces libera el alto voltaje en los pines de datos. Las versiones 2, 3 y 4 del dispositivo pueden generar un voltaje de 215 a 220 V.
Este dispositivo ha sido comparado al Etherkiller, una familia de cables que alimentan la electricidad de red a tomas de bajo voltaje como RJ45.

## Modelos
Hay modelos diferentes del dispositivo, el último modelo es el USB Killer v3. Modelos más tempranos, incluyendo el USB Killer v2, fueron desarrollados por un investigador informático ruso con el alias Dark Purple.
Se han construido dispositivos caseros similares a partir de ionizadores de aire USB y partes del flash de las cámaras, ya que cuentan con circuitos de alto voltaje.

## Posibles defensas
Un autor cree que el nuevo protocolo de autenticación criptográfica para la autenticación USB-C anunciada por el Foro de Implementadores de BUS ayudaría a proteger dispositivos contra este dispositivo impidiendo conexiones de USB no autorizadas (debido a que el ataque es de naturaleza eléctrica, este tipo de medidas no serían efectivas para evitar las altas tensiones en los pines de datos), a pesar de que algunos fabricantes afirman que el dispositivo puede evadir este protocolo. Algunos desarrolladores del dispositivo creen que un optoacoplador puede otorgar protección contra el dispositivo. (esto es correcto, el problema es que se requieren optoacopladores muy rápidos para poder operar a las velocidades de USB 3, y al menos 6 vías son requeridas, esta protección debería ir en la placa base para ser efectiva).

## Incidentes
En abril de 2019, un exalumno indio de 27 años de la Universidad de Santa Rosa, Vishwanath Akuthota, fue encontrado culpable por dañar 59 ordenadores en su universidad utilizando un USB Killer, resultando en daños sobre $50 000. También destruyó siete monitores y podios. Fue sentenciado a 12 meses en prisión, seguido por un año de liberación supervisada, en agosto de 2019. También se le ordenó pagar $58 471 como cargo de restitución.